# Cerotainia rhopalocera
Cerotainia rhopalocera là một loài ruồi trong họ Asilidae. Cerotainia rhopalocera được Lynch & Arribálzaga miêu tả năm 1882.